# Saint-Pierre-des-Ormes

Saint-Pierre-des-Ormes este o comună în departamentul Sarthe, Franța. În 2009 avea o populație de 224 de locuitori.